# Simone Venier
Simone Venier (født 26. august 1984 i Latina) er en italiensk roer og femdobbelt OL-deltager.
Veniers første store internationale resultat var en junior-VM-guldmedalje i dobbeltfirer i 2002. Han har siden roet i mange forskellige bådtyper, men det er mest dobbeltfireren, der har været hans bådtype.
Han var første gang med til OL i 2004 i Athen, hvor han var med i den italienske dobbeltfirer, der blev nummer ti.
Han var med til at blive toer i dobbeltfireren ved EM i roning i 2007, og ved OL 2008 i Beijing stillede han op i denne båd sammen med Luca Agamennoni, Rossano Galtarossa og Simone Raineri. De blev nummer to i det indledende heat og vandt derpå semifinalen. I finalen kunne de dog ikke følge med de polske verdensmestre fra de seneste tre år, men sikrede sig en sølvmedalje, mens Frankrig blev nummer tre.
Venier var med til at vinde VM-sølv i dobbeltfireren i 2010, mens de ved OL 2012 i London måtte tage til takke med en andenplads i B-finalen og en samlet ottendeplads. I 2016 skiftede Venier til otteren, og denne båd sikrede sig OL-deltagelse ved at blive nummer tre ved det europæiske udtagelsesstævne. Ved OL 2016 blev de imidlertid nummer syv og sidst.
I 2020 vendte han tilbage til dobbeltfireren og var med til at blive nummer to ved EM, mens de året efter blev europamestre. Ved OL 2020 i Tokyo (afholdt 2021) kom den italienske dobbeltfirer med Venier i A-finalen, hvor de endte på en femteplads.
Simone Venier er søn af Annibale Venier, der også var roer og deltog i to olympiske lege.

## OL-medaljer
- 2008:  Sølv i dobbeltfirer